# Talarurus
Talarurus là một chi khủng long, được Maleev mô tả khoa học năm 1952.